# Viola sacchalinensis
Viola sacchalinensis är en violväxtart som beskrevs av H. Boiss.. Viola sacchalinensis ingår i släktet violer, och familjen violväxter. Inga underarter finns listade i Catalogue of Life.